# Ellertal

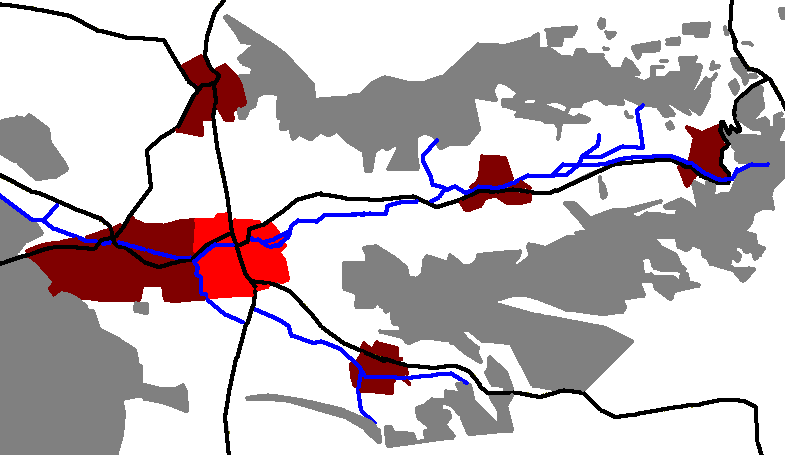
Gemeinde Litzendorf im Ellertal

Das Ellertal ist eine Landschaft östlich von Bamberg in der Gemeinde Litzendorf. Es zieht sich entlang des Ellernbachs zwischen den beiden höchsten Erhebungen des Landkreises Bamberg, dem Geisberg mit 585 m Höhe und dem Stammberg mit 559,5 m Höhe, hin.
Im Tal wurde 1994 die Fränkische Straße der Skulpturen angelegt. Den Aufstieg zur Fränkischen Schweiz bildet der Ellerberg, eine Straße mit mehreren Serpentinen, die vor allem bei Motorradfahrern beliebt ist. Oberhalb des Aufstiegs befindet sich, im Wald versteckt, die Jungfernhöhle, ein steinzeitlicher Kultort.
Zu den Ortschaften im Ellertal gehören die Dörfer Tiefenellern, Lohndorf, Litzendorf, Naisa und Pödeldorf.

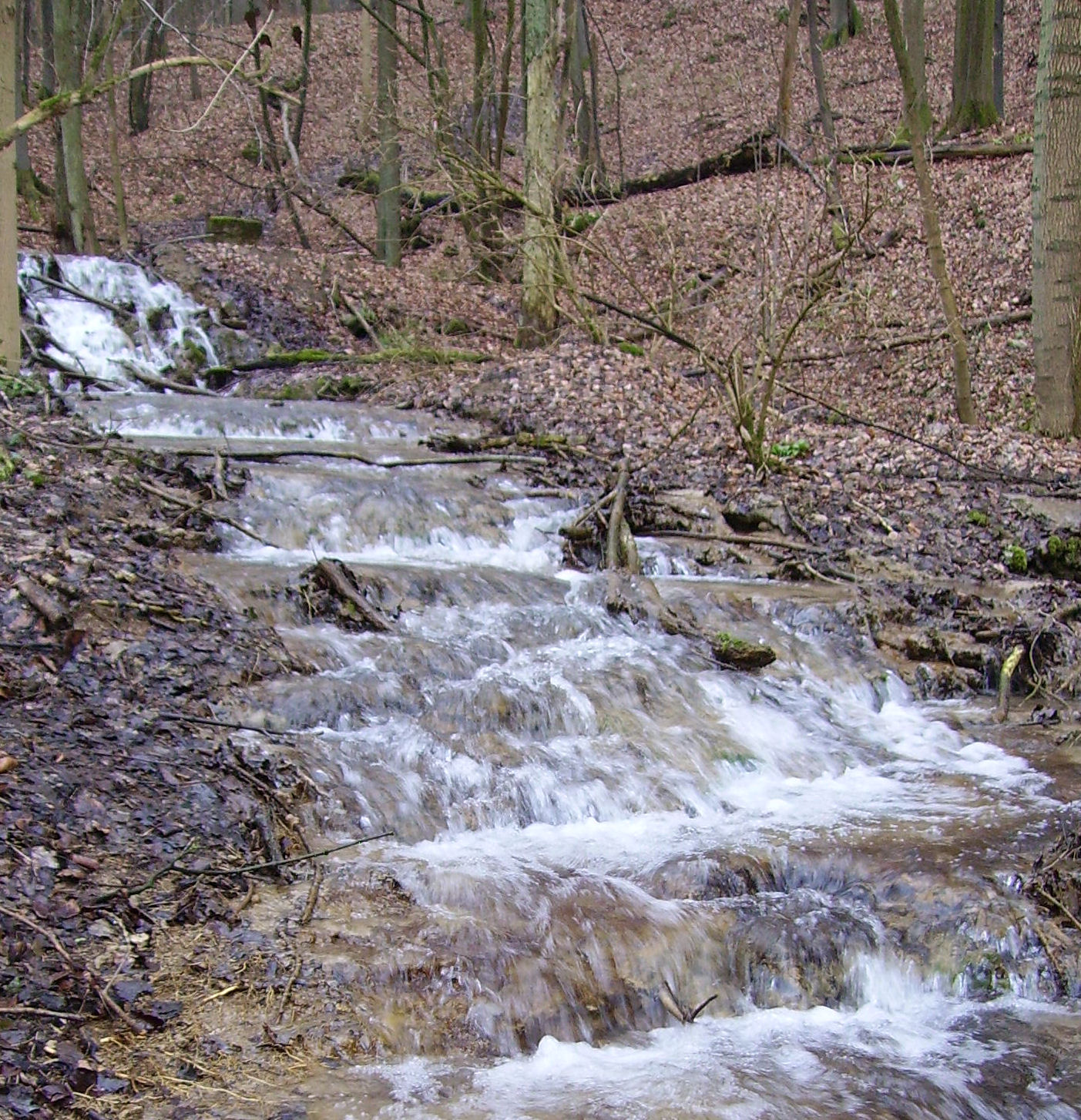
Ellernbach bei Tiefenellern
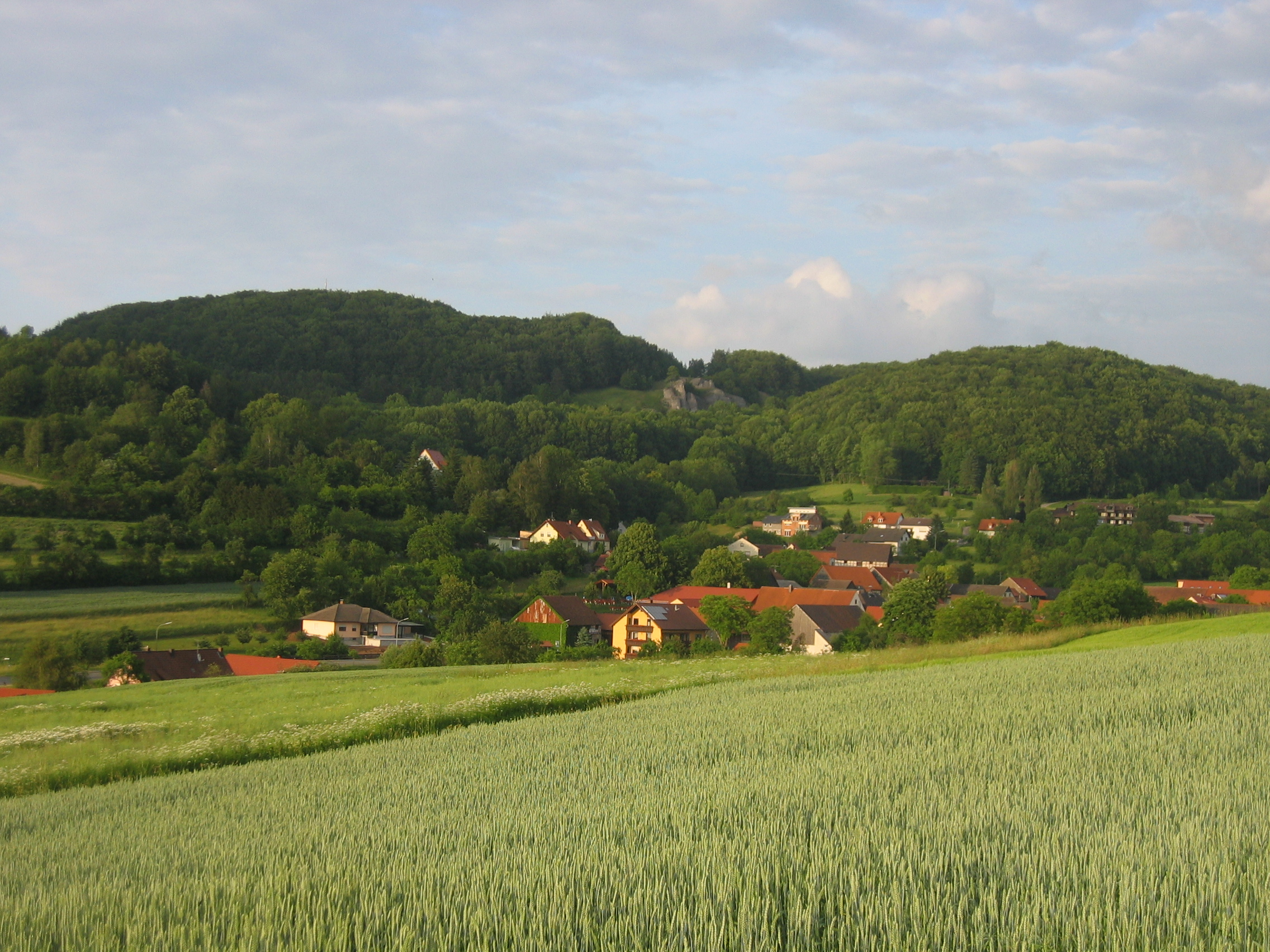
Tiefenellern mit dem Eulenstein
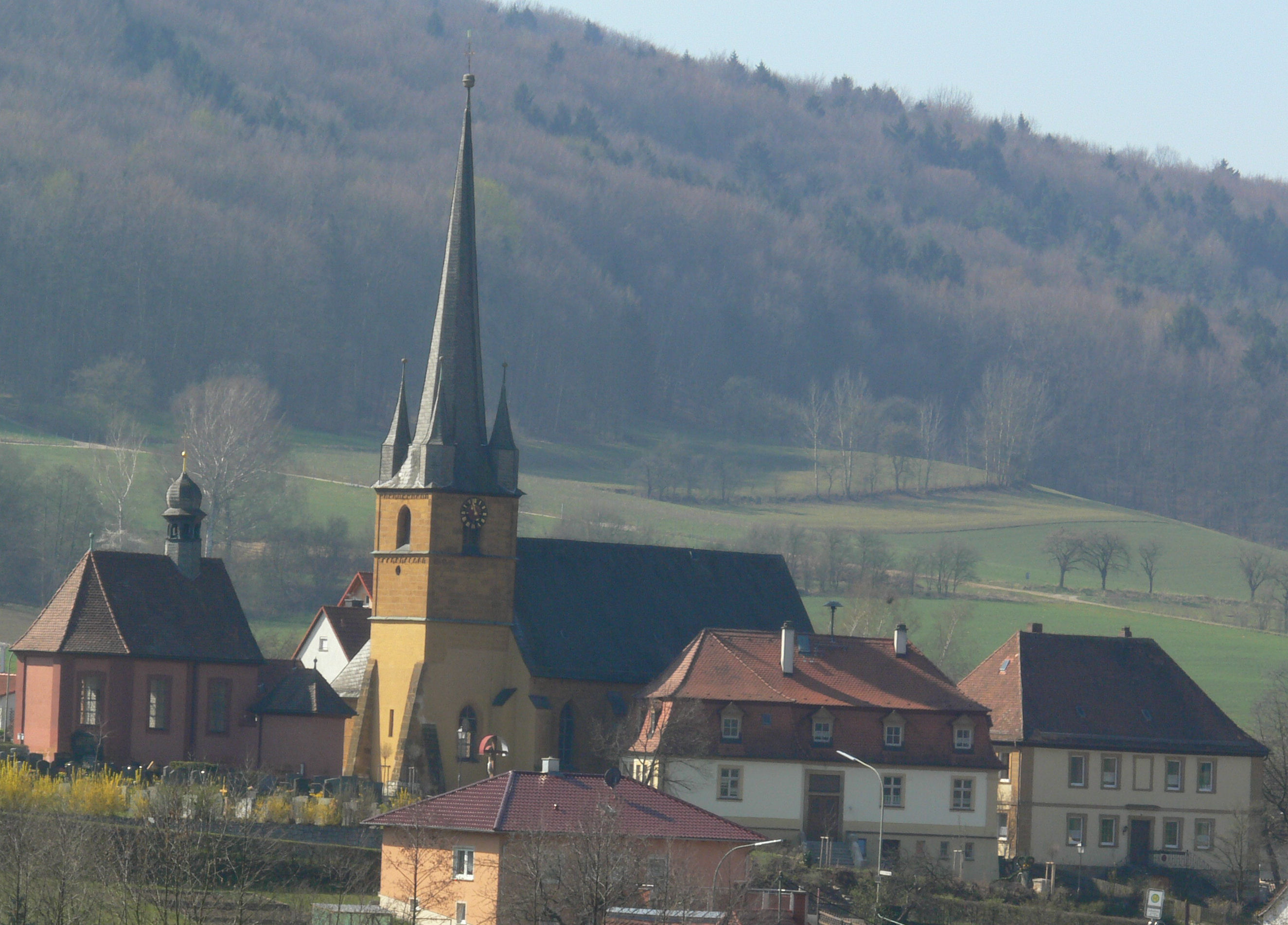
Lohndorf
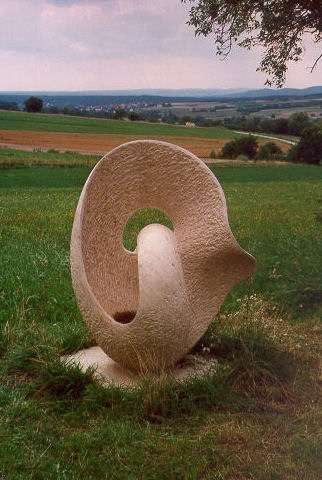
Fränkische Straße der Skulpturen